# Lapis lazuli

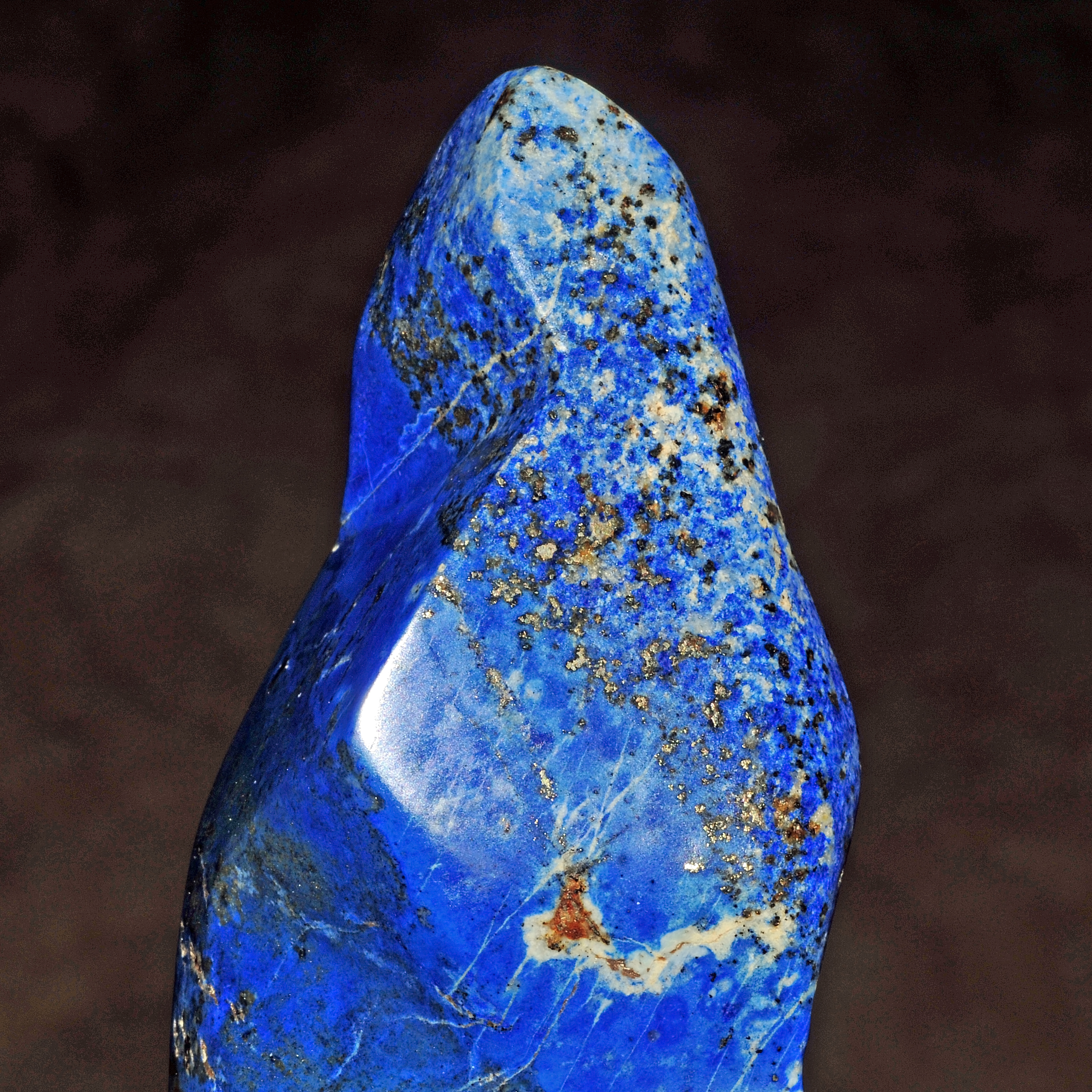
Lapis lazuli s dobře viditelnými příměsemi zlatavého pyritu

Lapis lazuli je tmavě modrá metamorfovaná hornina užívaná jako polodrahokam, z něhož se získává přírodní ultramarín. Sestává z modrého lazuritu a jemu příbuzného sodalitu, zpravidla doplněného o malé množství bílého kalcitu a zlatavého pyritu. Někdy může být obsažen diopsid, amfibol, živec, slída, apatit, titanit a zirkon. Obvykle se nalézá v krystalických vápencích. Někdy bývá zaměňován či směšován s lazuritem, hlavním nerostem, z kterého se skládá a který je technicky vzato skutečným zdrojem ultramarínu.
Nejdůležitější naleziště lapisu lazuli se nachází v severovýchodní afghánské provincii Badachšán, kde byl v dolech u vesnice Sar-i Sang těžen již v 7. století př. n. l. Další ložiska existují u chilského města Ovalle, místní varianta má však obvykle bledší odstín. Dále se nachází v Íránu, Číně a na Sibiři. Přírodní kámen je často falšován na modro obarveným německým jaspisem, který však namísto zlatých teček pyritu obsahuje malé čiré křišťálové tečky.
Výraz lapis lazuli vychází z latinského slova lapis „kámen“ a perského lažvard „modrý“, z kterého je odvozeno i slovo azurový. Ve starověku lapis lazuli do určité míry splýval s ostatními modrými drahými kameny a není tak vždy jasné o jakém kameni se mluví v případech výrazů jako azurium, lazurium, lapis lazuri, lapis Scythium a sapphirum. Zlatavé žilky byly považovány za pravé zlato, ač se ve skutečnosti jedná o pyrit, a přirovnávány k hvězdám na nebi. Ve starověku a středověku přicházel do Evropy především z Afghánistánu a Íránu a jeho vzdálený původ, stejně jako obtížná těžba způsobená vysokou tvrdostí, zvyšovaly jeho vzácnost. Pří přípravě ultramarínu pak další problém představovalo velké množství příměsí, které bylo nutno odstranit. Kvůli nečistotám nebyl starověký římský ultramarín tak jasný jako ten užívaný na Předním východě a v pozdější křesťanské Evropě.
Lapis byl také použit k dozdobení zlaté posmrtné masky Tutanchamona.